# حلاوة (عجلون)
الحلاوة منطقة سكنية تقع في لواء قصبة عجلون، محافظة عجلون في الأردن. يحدها من الشرق اشتفينا وباعون وأوصرة ويحدها من الغرب الأغوار ومن الشمال بلدة كفرابيل من لواء الكورة ومن الجنوب بلدة الهاشمية. تنتمي المنطقة لقضاء عجلون الذي يضم 28 منطقة. يقدر عدد سكانها بـ 8647 نسمة حسب إحصاء 2015.

## اسم وتاريخ البلدة
يزعم البعض أن اسم البلدة بيزنطي، وبشكل عام فإن
المنطقة كانت تحتوي في السابق على مدينة كبيرة وحيث توجد آثار لكنائس وابار ونواعير الماء ويعتقد أنها قد تعرضت لحرب دمرت المدينة بأكملها وحيث تم اكتشاف بعض الكنائس منذ عام 2004 وقد استملكتها وزاره السياحة وقد يتم إعلانها منطقة سياحية في حال تم اكتشاف آثار أخرى.

## مساحتها وعدد سكانها
تبلغ مساحة بلدة «حلاوة» حوالي (1500) دونم ويبلغ عدد سكانها حوالي 9000 نسمة تقريبًا، وهي ثاني أكبر قرى الخيط بعد قرية الهاشمية، وتشكل أول مجلس قروي فيها عام 1981 برئاسة محمد أبو جمل العرود وقد تم اختياره لكونه الأكبر سنا بين الأعضاء، وأول مجلس بلدي منتخب عام 1989 م برئاسة عبد الكريم محمد نجادات.

## شُهرة البلدة
تشتهر البلدة بزراعة أشجار الزيتون وبشكل كبير جدًا، وتشتهر بزراعة المحاصيل الأخرى مثل القمح، الشعير، الفول، البامية ويقول سكان البلدة أن من قام بزراعة ثلاثة أرباع أشجار الزيتون الخضراء هو ابراهيم العلي الخرفان 

## جغرافيا البلدة
كما وتمتلك قرية حلاوة على شبكة طرق معبدة تربطها بالمدن والقرى المجاورة لها تربطها طريق من الجنوب مع قرية الهاشمية الملاصقة لها ومن الشرق بقرية أوصرة ومن الشمال مرورا بوادي الزقيق تربطها طريق مع كفرابيل من لواء الكورة في إربد ومن الغرب تربطها طريق مع الأغوار الوادي اليابس التابعة للواء الشونة الشمالية لمحافظة اربد الكبرى.